# Skjern Bank
Skjern Bank A/S er en dansk bank med hovedsæde i Skjern.
Banken er noteret på Københavns Fondsbørs (Nasdaq Copenhagen A/S) og storaktionærer inkluderer AP Pension Livsforsikringsaktieselskab. 
Per Urban Munck er direktør og Hans Ladekjær Jeppesen formand for bestyrelsen.
Banken har filialer i Esbjerg, Bramming, Ribe og Varde samt i de københavnske forstæder Virum og Hellerup.